# FOLR3
FOLR3 (англ. Folate receptor 3) – білок, який кодується однойменним геном, розташованим у людей на короткому плечі 11-ї хромосоми. Довжина поліпептидного ланцюга білка становить 243 амінокислот, а молекулярна маса — 27 638.
| 10         |  | 20         |  | 30         |  | 40         |  | 50         |
| ---------- |  | ---------- |  | ---------- |  | ---------- |  | ---------- |
| MAWQMMQLLL |  | LALVTAAGSA |  | QPRSARARTD |  | LLNVCMNAKH |  | HKTQPSPEDE |
| LYGQCSPWKK |  | NACCTASTSQ |  | ELHKDTSRLY |  | NFNWDHCGKM |  | EPTCKRHFIQ |
| DSCLYECSPN |  | LGPWIRQVNQ |  | SWRKERILNV |  | PLCKEDCERW |  | WEDCRTSYTC |
| KSNWHKGWNW |  | TSGINECPAG |  | ALCSTFESYF |  | PTPAALCEGL |  | WSHSFKVSNY |
| SRGSGRCIQM |  | WFDSAQGNPN |  | EEVAKFYAAA |  | MNAGAPSRGI |  | IDS        |

A: Аланін

C: Цистеїн

D: Аспарагінова кислота

E: Глутамінова кислота

F: Фенілаланін

G: Гліцин

H: Гістидин

I: Ізолейцин

K: Лізин

L: Лейцин

M: Метіонін

N: Аспарагін

P: Пролін

Q: Глутамін

R: Аргінін

S: Серин

T: Треонін

V: Валін

W: Триптофан

Кодований геном білок за функцією належить до рецепторів. 
Задіяний у такому біологічному процесі, як альтернативний сплайсинг. 
Секретований назовні.